# Christine Mital
 (mars 2020).
Si vous disposez d'ouvrages ou d'articles de référence ou si vous connaissez des sites web de qualité traitant du thème abordé ici, merci de compléter l'article en donnant les références utiles à sa vérifiabilité et en les liant à la section « Notes et références ».
Pour les articles homonymes, voir Mital.
Christine Mital, née Riboud le 24 avril 1946 à Lyon et morte le 26 janvier 2006 à Issy-les-Moulineaux, est une journaliste française. Elle a été rédactrice en chef au Nouvel Observateur et conseillère de la rédaction du magazine Challenges. 
Elle a été une personnalité majeure de la presse économique en France.[réf. nécessaire]

## Parcours
Christine Mital est la fille de l'industriel Antoine Riboud et la sœur de Franck Riboud, PDG de Danone. 
Licenciée d'histoire et de géographie à Lyon, diplômée de l'Institut d'études politiques de Paris et de l'université Stanford aux États-Unis, Christine Mital débute dans le journalisme en 1971 au quotidien France-Soir.
Elle est l'épouse du producteur de cinéma Gérard Mital avec lequel elle a eu deux fils, dont Alexis Mital dit Camille de Toledo.
Elle a travaillé aux Informations (1973), au Nouvel Économiste (1974-79, devenant chef du service social en 1976) et à L'Expansion (1979-1987). Elle passe au Monde de 1987 à 1989, avant de revenir à L'Expansion en 1990. Elle y est rédactrice en chef puis directrice adjointe de la rédaction.
Elle travaille ensuite pour Le Nouvel Observateur, où elle est rédactrice en chef à partir de 2000. 
Christine Mital a signé un « journal à quatre mains » dans Challenges avec le journaliste Airy Routier.
Pour son confrère Airy Routier, « elle avait introduit du concret dans l'économie, le souci du consommateur. Elle a été la première à défricher les rapports humains dans ce domaine ».

## Publications
Selon la revue Stratégies (numéro du 1er décembre 2000), c'est elle qui aurait rédigé l'essentiel du livre J6M.com de Jean-Marie Messier, l'ancien PDG de Vivendi. Édité en Livre de poche et vendu, semble-t-il, à plusieurs dizaines de milliers d'exemplaires, cet ouvrage a, selon Stratégies, « beaucoup fait pour humaniser Messier et légitimer son projet de création de Vivendi Universal ».
Elle est l'auteur de deux autres ouvrages : Monsieur Ni Ni : l'économie selon Jospin (2002) avec Érik Izraelewicz et Une jeune fille libre : Journal (1939-1944) de Denise Domenach-Lallich, livre à deux voix, témoignant de sa rencontre et de son coup de cœur pour cette femme, sœur de Jean-Marie Domenach, engagée dans la Résistance.
- Une jeune fille libre : Journal (1939-1944), Denise Domenach-Lallich, Christine Mital, Les Arènes, 2005,  (ISBN 2-912485-82-7), 292 p.
- Monsieur Ni Ni : L'économie selon Jospin, Christine Mital, Érik Izraelewicz, Robert Laffont, 2002,  (ISBN 2-221-09360-7), 252 p.